# Métro de Sydney
 (août 2024).
Le métro de Sydney (en anglais : Sydney Metro) est une ligne de métro automatique australienne desservant Sydney et ses banlieues, dans l'État de Nouvelle-Galles du Sud. La première phase de ligne à voir le jour, dénommée Sydney Metro Northwest et reliant Tallawong à Chatswood, est inaugurée le 26 mai 2019. Elle est exploitée par le consortium Northwest Rapid Transit. La ligne utilise des infrastructures ferroviaires existantes reconverties en métro entre Epping et Chatswood.
La deuxième phase, dénommée Sydney Metro City & Southwest est mise en service le 19 août 2024 pour un premier tronçon jusqu'à Syndeham via le centre d'affaires de Sydney. L'ouverture du reste de la ligne jusqu'à Bankstown est prévu pour 2025. La ligne emprunte des infrastructures ferroviaires existantes reconverties en métro entre Sydenham et Bankstown, le reste étant de nouvelles infrastructures. Le métro de Sydney est le premier métro en Océanie et le seul sur le continent jusqu'à la mise en service de celui d'Honolulu à Hawaï le 30 juin 2023.
Le réseau est complété par un réseau de lignes ferroviaires suburbaines et un réseau de tramway.

## Histoire

### Premiers concepts de réseau
Les premières propositions pour un système de métro à Sydney datent de 2001, lorsque le coordonnateur général des chemins de fer, Ron Christie, publie son rapport intitulé « Plan stratégique à long terme pour le rail », décrivant les objectifs à long terme pour l'expansion du réseau ferroviaire. Il estime qu'un certain nombre de lignes de métro — indépendantes du point de vue opérationnel du réseau existant — doivent être construites après 2020 en raison des contraintes de capacité du réseau de transports en commun d'alors. Cette suggestion est rejetée par le gouvernement de Nouvelle-Galles du Sud dirigé par Bob Carr car jugée trop onéreuse.

#### Parramatta Rail Link
Le projet Parramatta Rail Link consistait en une mise sous tunnel des voies ferroviaires entre Chatswood et Parramatta, via Epping. Des appels d'offres sont lancées en 2001. Le consortium Thiess Hochtief, dont Alstom est sous-traitant, obtient en novembre 2002 un contrat pour une première étape de conception, construction et mise en service d'un système ferroviaire en tunnel entre Chatswood et Epping (12,5 km avec trois stations intermédiaires nouvelles). Le 23 février 2009, cette liaison ferroviaire souterraine entre Epping et Chatswood dans la banlieue nord a été mise en service, d'abord en tant que service de navette.
Le projet prévoyait ensuite un trajet vers le sud-ouest à Carlingford puis Parramatta, mais cette partie du projet fut abandonnée au profit d'une nouvelle conception avec trois liaisons nouvelles, la North West Rail Link qui partait de Epping vers Rouse Hill, la Harbour Rail Link d'orientation nord-sud qui partait de Chatswood pour se diriger vers le sud au quartier des affaires en traversant la baie non loin de l'Opéra et la South West Rail Link qui partait du quartier des affaires pour se diriger vers l'ouest pour atteindre Glenfield.
L'idée d'un métro refait surface en 2007, lorsque des discussions sur une ligne souterraine dit Anzac (en référence au corps d'armée australien et néo-zélandais) prennent place au sein du gouvernement de l'État de Morris Iemma. La ligne aurait traversé l'ouest de Ryde, dans le nord-ouest de Sydney, jusqu'à Malabar, dans le sud-est, mais ne se concrétise pas faute de moyens.

#### La proposition de 2008
Au début de l'année 2008, à la suite de la suppression de divers projets d'agrandissement de la voie ferrée lourde, le gouvernement annonce officiellement le lancement d'une ligne de métro de 37 km. Avec un coût estimé à 12 milliards de dollars australiens, elle doit permettre de relier Rouse Hill, dans le nord-ouest de Sydney, au centre d'affaires. La construction de la ligne de métro dépend toutefois pour son financement de la privatisation du réseau d'électricité. Nathan Rees, Premier ministre de la Nouvelle-Galles du Sud en septembre 2008, renonce à la privatisation. Le projet est revu à la baisse pour ne plus desservie que le quartier des affaires (CBD). Le CBD Metro va de Rozelle jusqu'à Central via le quartier d'affaires, soit 7 km et un coût de 4 milliards de dollars australiens. La construction devait commencer en 2010 et  se terminer en 2015. Cette ligne doit alors constituer « l'épine dorsale » d'un futur réseau de métro, avec une extension prévue à l'ouest vers Westmead et Parramatta, sous réserve d'un financement fédéral. La demande initiale de financement présentée par le gouvernement de Nouvelle-Galles du Sud à Infrastructure Australia est rejetée pour « manque de planification intégrée ».
Le gouvernement, qui avait lancé des appels aux entreprises en avril 2009 et présélectionné trois consortiums en septembre,, dépense pourtant jusque-là près de 410 millions de dollars pour le projet. Critiqué par l'opposition, le projet est abandonné en février 2010, la nouvelle Première ministre, Kristina Keneally, choisissant de se concentrer sur l'extension du réseau ferroviaire lourd existant, notamment les liaisons du nord-ouest et sud-ouest.

### Le nouveau projet et la construction de la première phase

Schéma du projet définitif.

Un projet de métro sans conducteur refait surface début 2012. Au milieu de l'année 2012, le gouvernement de coalition nouvellement élu annonce le Rail Future de Sydney, ainsi que le schéma directeur des transports de Nouvelle-Galles du Sud. En vertu de cette proposition, la liaison ferroviaire nord-ouest serait construite sous la forme d'un métro, ce qui est un retour à l'ancien projet de 2002 avec un trajet modifié.
Les appels d'offres pour cette ligne métro Nord-Ouest avec huit stations nouvelles entre Epping et Tallawong paraissent en octobre 2012. Les attributaires de la construction de la nouvelle ligne et la reconversion du tracé existant avec ses cinq stations entre Chatswood et Epping sont annoncés fin 2013.
Sur les 23 km de la nouvelle ligne entre Rouse Hill et Epping, 15 km sont constitués de tunnels double entre Bella Vista et Epping, 4,4 km en viaduc entre Kellyville et Rouse Hill. Les 4 km restants entre Bella Vista et Kellyville et Rouse Hill et Cudgegong Road (Tallawong) sont au niveau du sol.

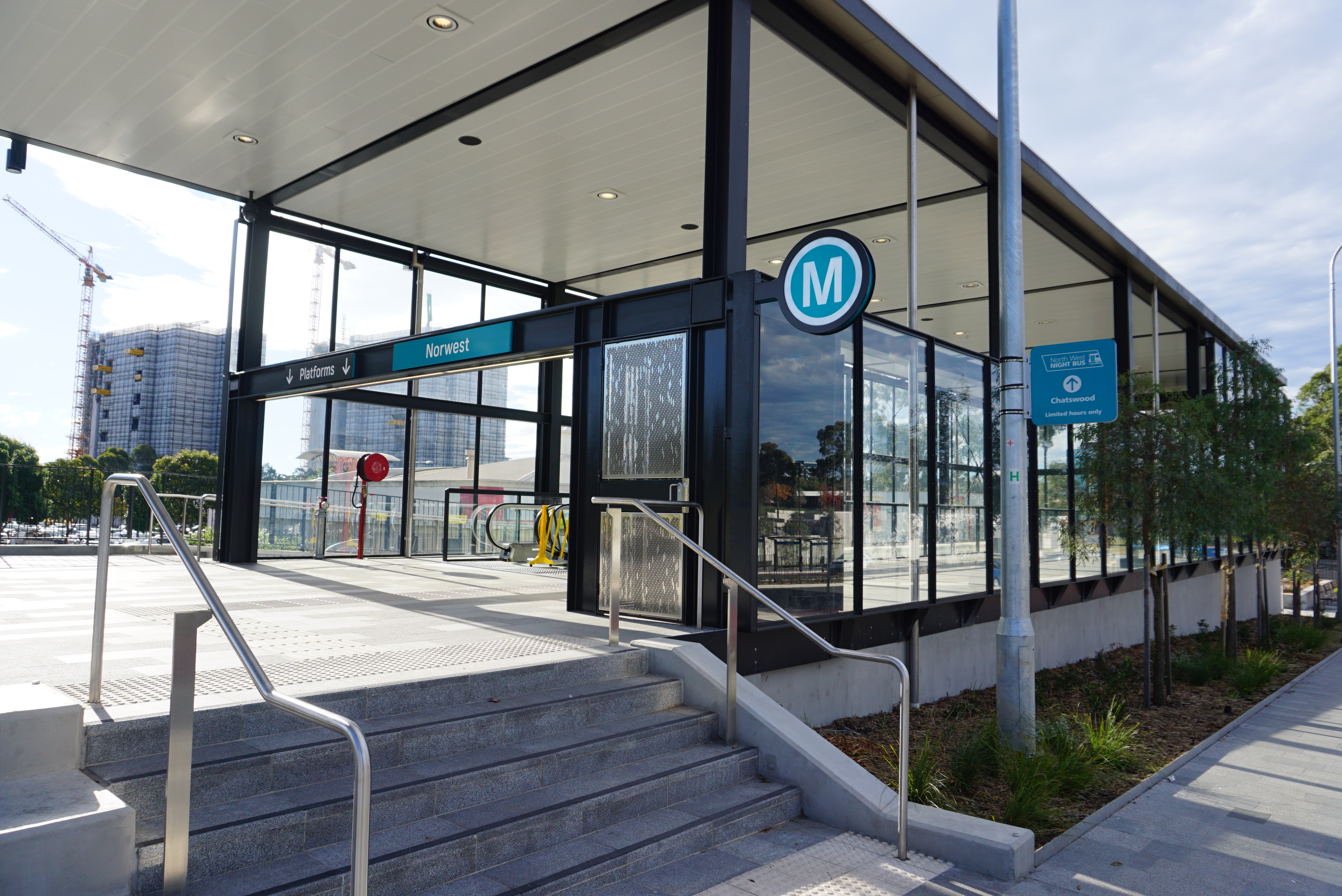
Entrée de la station Norwest.

Les travaux ont été scindée en trois contrats majeurs. Les travaux de génie civil de surface et viaduc ont commencé en juin 2014 après que le contrat de A$340 millions ait été attribué à la joint-venture Salini-Impregilo en décembre 2013. En septembre 2014, le premier des quatre tunneliers a commencé à creuser à la suite du contrat de 1,15 milliard de dollars attribué à la joint-venture Thiess-John Holland-Dragados. Le tunnelier de 120 m de long a été construit par la société française NFM Technologies. Les tunnels seront forés à une profondeur moyenne de 27 m, jusqu'à parfois 63 m, dans un rocher qui est principalement formé de grès abrasif.
Le contrat trains et systèmes (OTS), évalué à 3,7 milliards de dollars australiens, comprend la construction des huit stations nouvelles, la construction du garage-atelier à Tallwaong Road, la modernisation et conversion en métro des 13 km de ligne ferroviaire entre Epping et Chatswood, ainsi que la mise à disposition du matériel roulant automatisé et du système, y compris l'électrification en 1500V, la même que sur le réseau existant. Le contrat a été attribué au North West Rapid Transit (NWRT) consortium en juin 2014.
Le système est officiellement renommé Sydney Metro en juin 2015 à la suite de l'adoption des projets de loi de privatisation de l'électricité. Les parties adverses avertissent le gouvernement que la vente de l'infrastructure électrique pourrait ne pas fournir le capital nécessaire. En juillet 2018, l'autorité légale chargée de diriger la livraison du système de métro, Sydney Metro, est créée. À compter d'avril 2019, Jon Lamonte est le directeur général de l'agence.
Le gouvernement de la Nouvelle-Galles du Sud a annoncé en juin 2016 qu'il allait fournir 12 milliards de dollars australiens au projet de métro sans conducteur de Sydney au cours des quatre prochaines années : 5,8 milliards de dollars australiens pour la phase nord-ouest et 6,2 milliards de dollars australiens pour la phase City & Southwest du métro, ce qui signifie que les deux étapes sont désormais entièrement financées. La phase nord-ouest a un coût total de 8,3 milliards de dollars australiens.

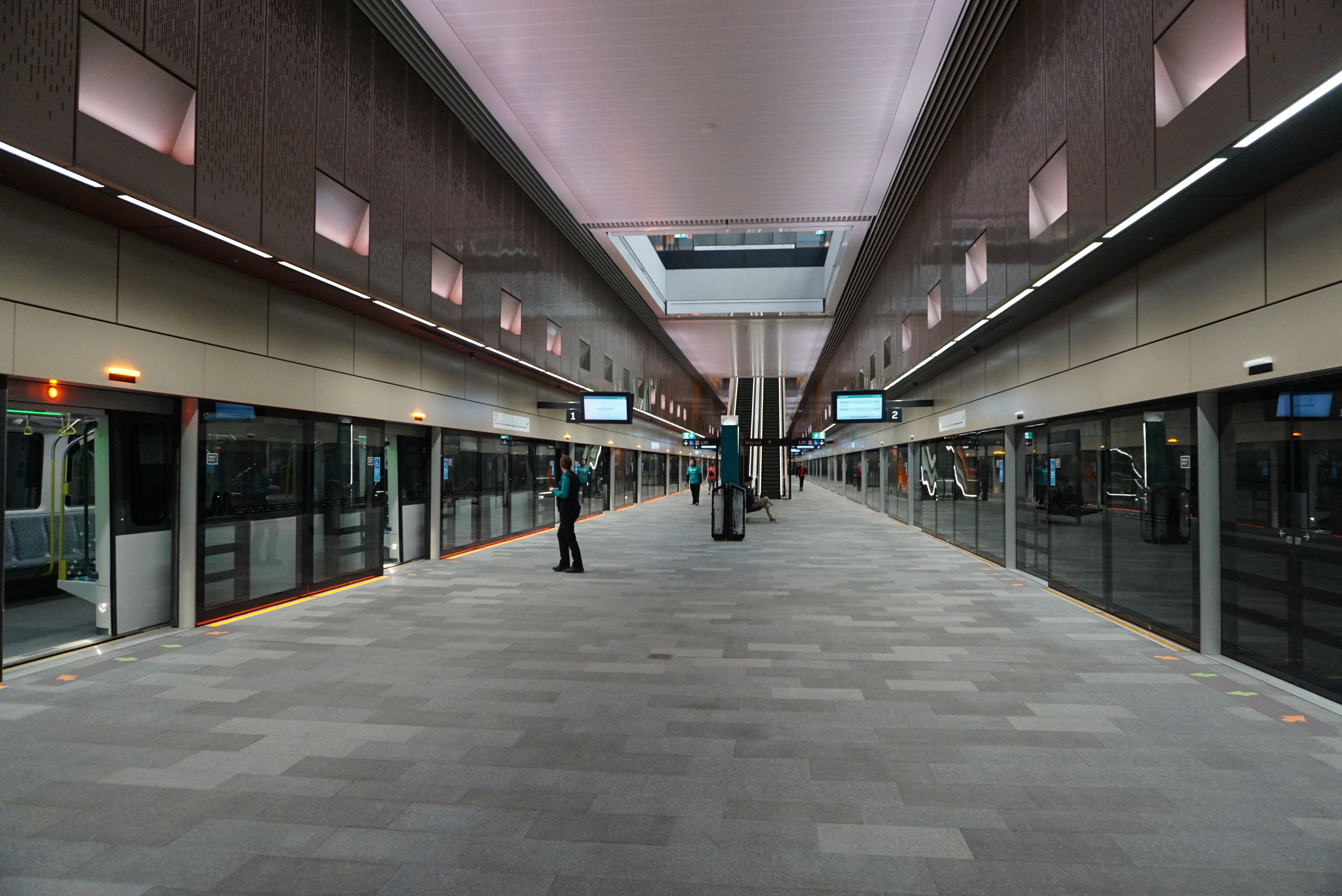
Quai de la station Castle Hill.

La liaison ferroviaire souterraine entre Epping et Chatswood a été fermé pendant sept mois en 2018-2019, reconverti en exploitation à un étage sans conducteur pour être intégrée à la ligne nord-ouest du métro.
La phase de tests commence en janvier 2019, le métro entre en service le 26 mai 2019,.

## La ligne
Sydney Metro Northwest s'étend sur 36 km de long et compte 13 stations. La ligne de métro relie Tallawong à Chatswood, où les passagers peuvent transiter vers les trains de banlieue. Le tracé est parfois aérien, mais essentiellement souterrain (28 km dont 15,5 km de nouveaux tunnels).

### Stations de la première phase

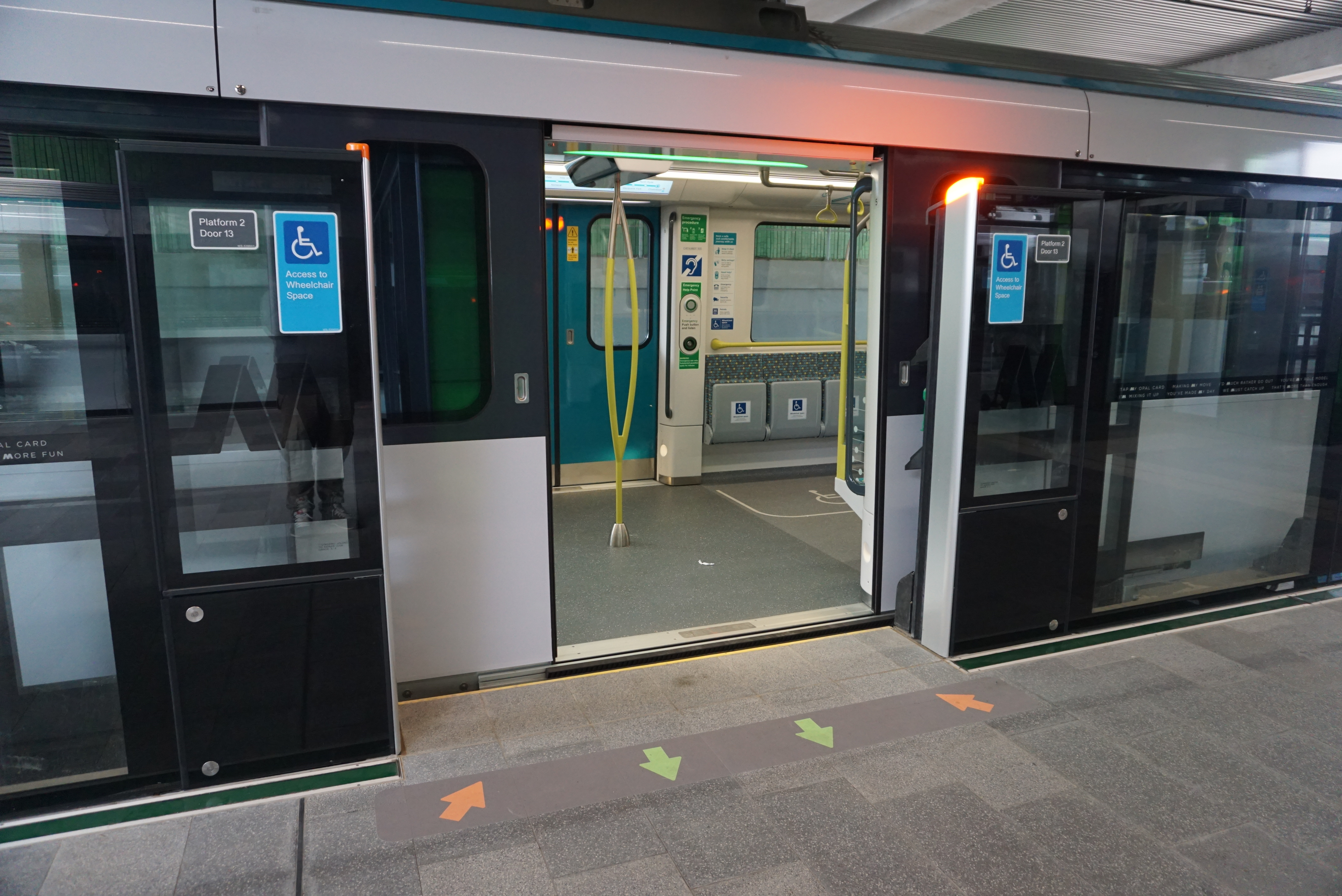
Portes palières à Tallawong.

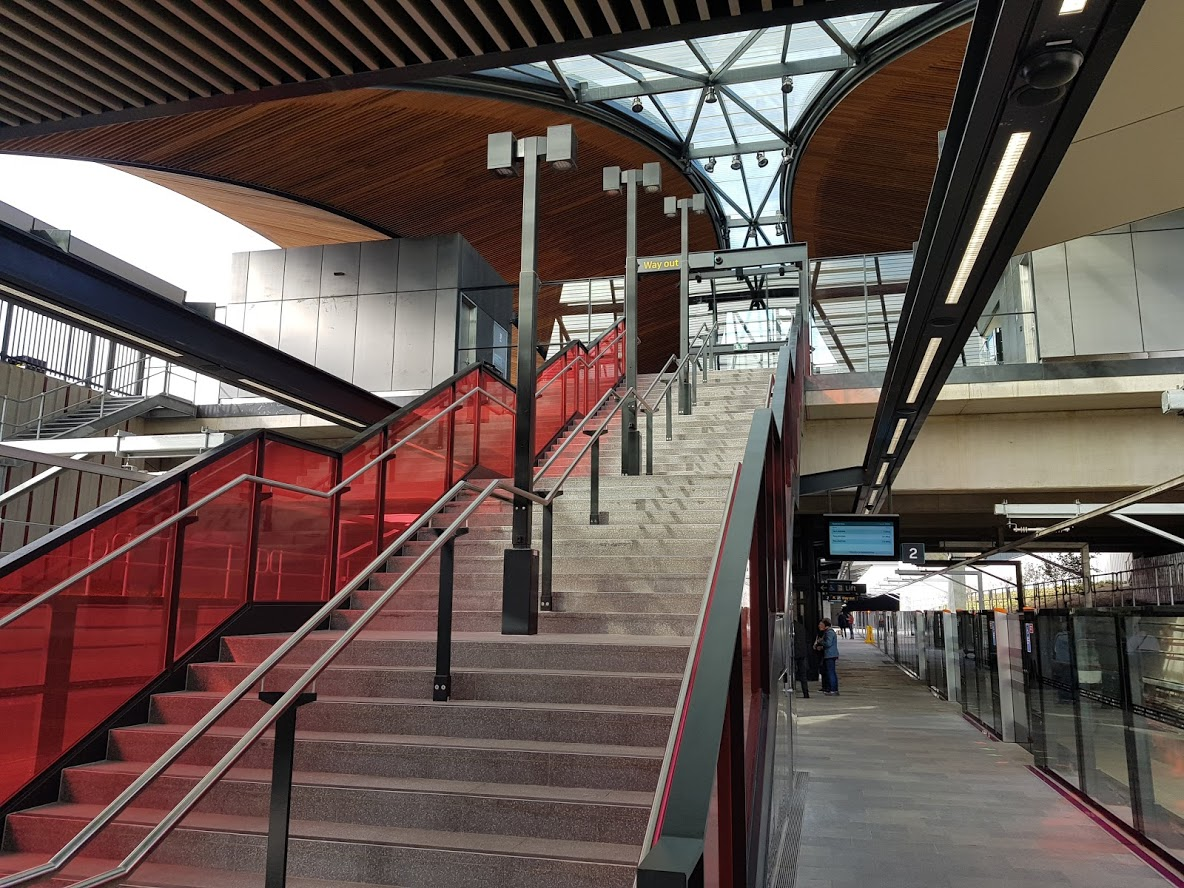
Escaliers à Cherrybrook.

Les stations, équipées de portes palières, sont :
- Tallawong
- Rouse Hill
- Kellyville
- Bella Vista
- Norwest
- Hills Showground
- Castle Hill
- Cherrybrook
- Epping (correspondance avec la ligne nord)
- Macquarie University
- Macquarie Park
- North Ryde
- Chatswood (correspondance avec la ligne North Shore)

## Les équipements de la ligne

### Le matériel roulant

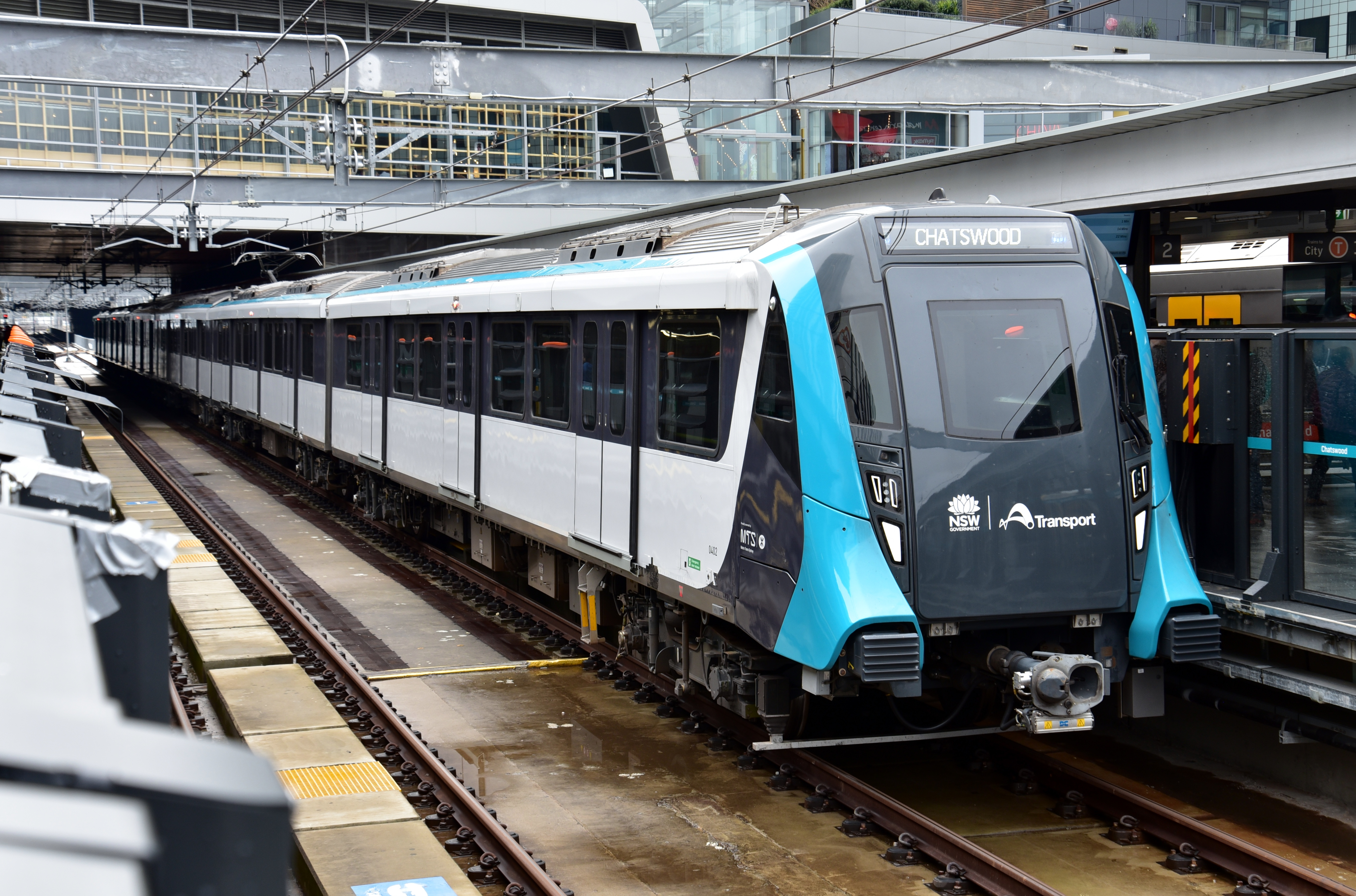
Rame du métro à Chatswood.

En septembre 2014 Alstom obtient un contrat pour la fourniture et la livraison de 22 trains de six voitures entièrement automatisés avec une automatisation CBTC sans conducteur. En juillet 2018, Alstom obtient également le contrat de maintenance. Le système de métros automatiques permet une cadence allant jusqu'à 30 trains par heure sur le réseau.
La première rame destinée à la ligne est livrée en septembre 2017,, la dernière en décembre 2018. Le train Metropolis fabriqué pour Sydney est entièrement automatisé, il dispose des systèmes d’information passagers, de zones réservées aux poussettes, bagages, vélos et fauteuils roulants ainsi que des sièges prioritaires séparés pour les personnes à mobilité réduite. Une fois à bord, les passagers peuvent circuler librement dans tout le train.

## Exploitation et fréquentation
La ligne nord-ouest, propriété du gouvernement, est exploitée sous concession privée par le consortium North West Rapid Transit (NWRT), une coentreprise entre MTR Corporation, John Holland Group et UGL Rail, qui exploite et entretient le réseau dans le cadre d'un contrat de 15 ans.
La durée du trajet de bout en bout de ligne dure 37 minutes, à une fréquence de 4 minutes pendant les heures de pointe et toutes les 10 minutes aux autres moments.

## Ligne Metro City & Southwest
En juin 2014, le gouvernement annonce que la deuxième phase du projet, incluant le passage sous le port Jackson et Barangaroo, dans le cadre du plan d'infrastructure Rebuilding NSW est financé par la vente d'infrastructures électriques. L'extension City & Southwest de Chatswood à Bankstown ajoutera 15 km de nouveau tracé avec 7 stations à travers le centre-ville et convertira 5 km de la ligne de chemin de fer sud-ouest existante (de Sydenham à Bankstown) aux normes métro, avec 11 stations. Le dépôt existant de Rouse Hill sera agrandi et un deuxième dépôt doit être construit à Sydenham. L'extension vers Bankstown permettra un accès direct au quartier des affaires. Le projet est annoncé financièrement assuré en juin 2016, la deuxième phase devant coûter entre 11,5 milliards et 12,5 milliards de dollars australiens,.
Les principaux travaux de construction et de reconversion démarrent en 2018 et se poursuivent. Le contrat système est signé en novembre 2019. Dans le cadre de ce contrat, Alstom va fournir 23 rames Metropolis sans conducteur de six voitures supplémentaires qui seront fabriquées dans son usine de Sri City. Thales a signé pour fournir des systèmes de contrôle et de communication dans le cadre d'un contrat de 250 millions de dollars australiens.
La mise en service de cette deuxième phase est annoncée pour 2024. Cependant, l'ouverture au public, prévue initialement le 4 août 2024, est repoussée sine die en raison notamment de l'absence d'approbation par l'organisme chargé de la sécurité des transports. La ligne est finalement mise en service le 19 août suivant entre Chastwood et Syndenham.

### Stations de la deuxième phase

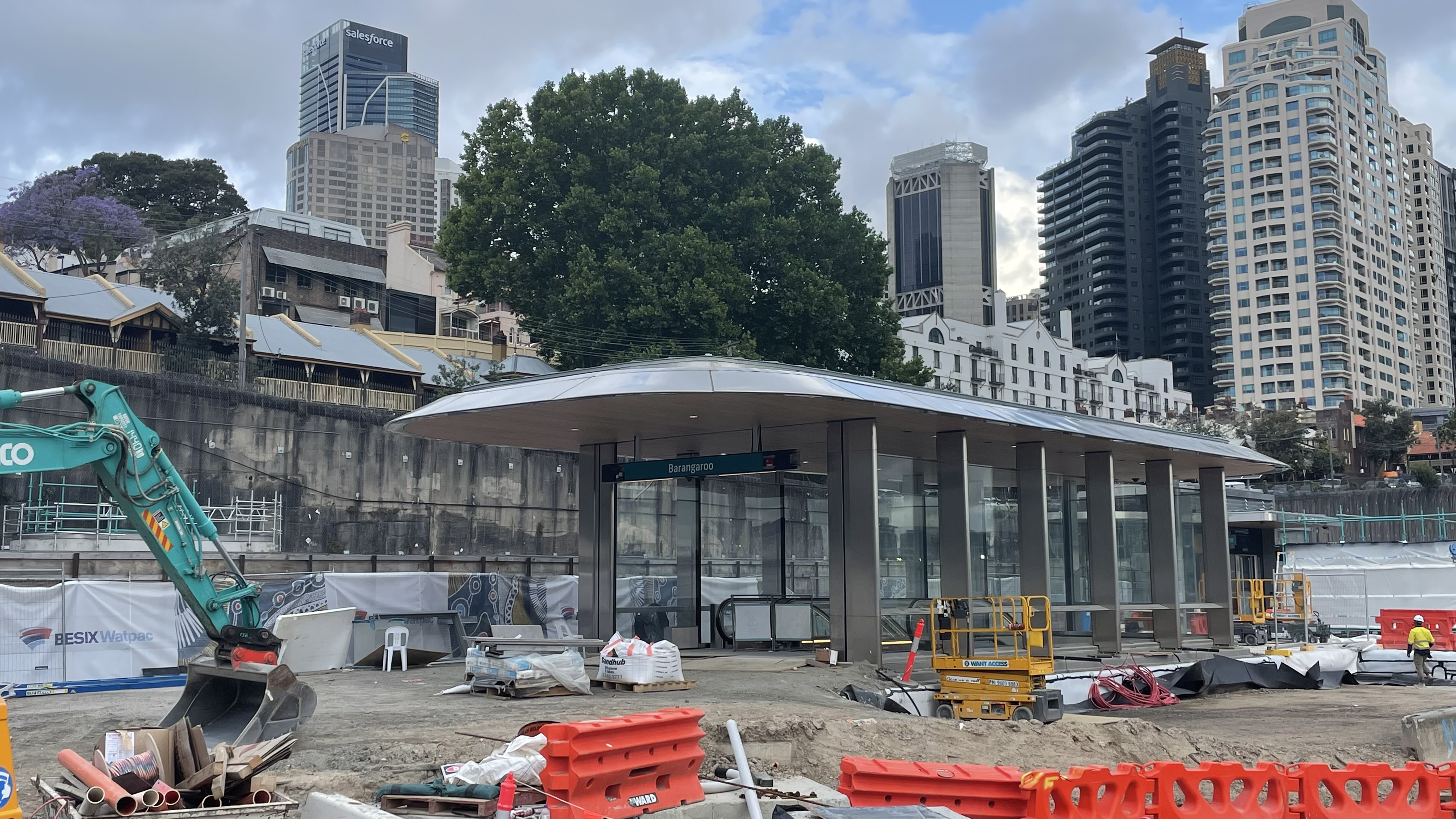
La station Barangaroo en construction, en novembre 2023.

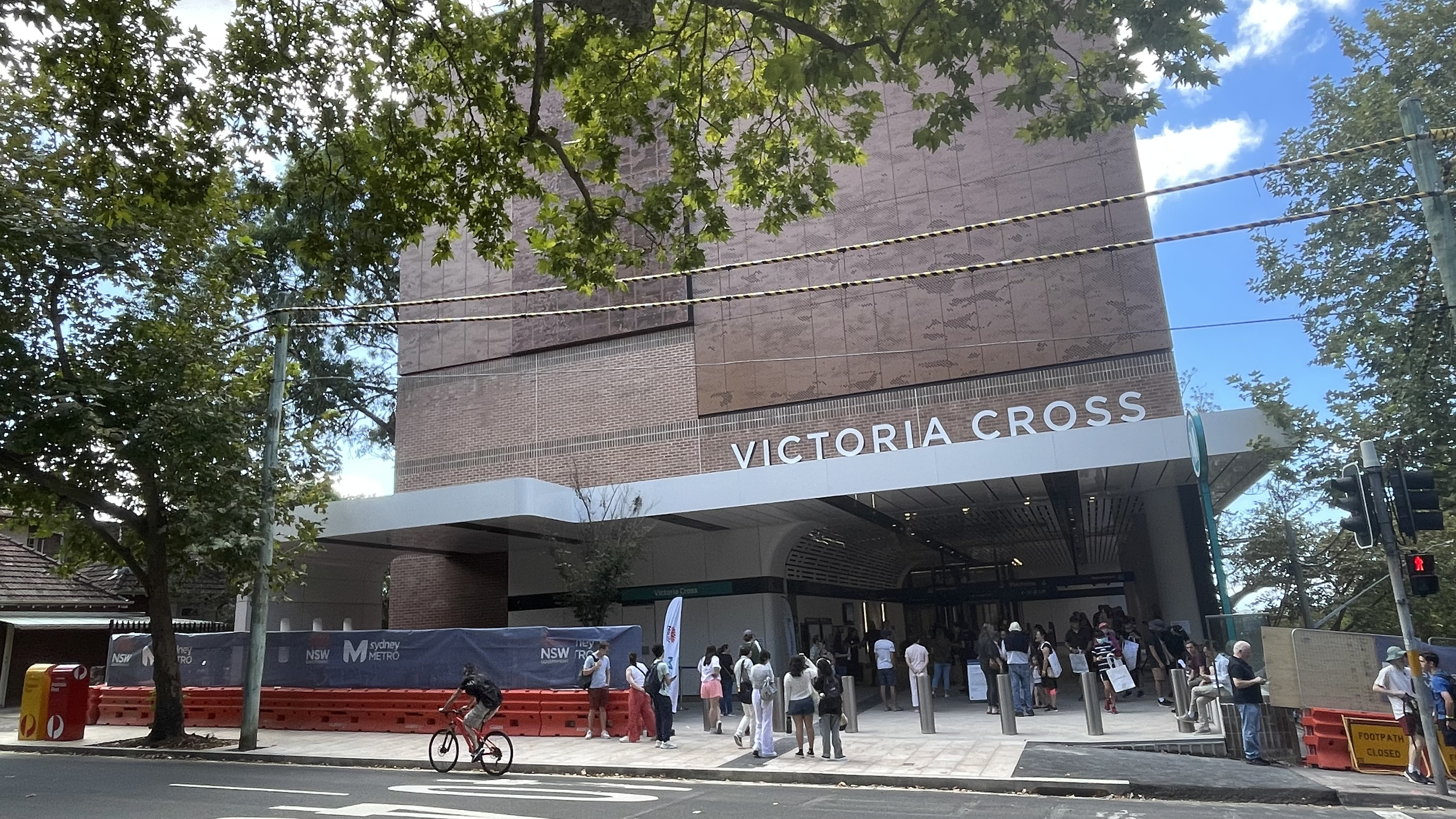
Vue de la station Victoria Cross en février 2024.

Sydney Metro City & Southwest ajoutera 30 km et 18 stations au réseau dont les 11 déjà existantes :
- Crows Nest[44]
- Victoria Cross
- Barangaroo
- Martin Place[45]
- Pitt Street[46]
- Central[47]
- Waterloo
- Sydenham (station existante)
- Marrickville (station existante)
- Dulwich Hill (station existante)
- Hurlstone Park (station existante)
- Canterbury (station existante)
- Campsie (station existante)
- Belmore (station existante)
- Lakemba (station existante)
- Wiley Park (station existante)
- Punchbowl (station existante)
- Bankstown (station existante)

### Ligne Metro West
Sydney Metro West est une ligne distincte entre le CBD de Sydney et Westmead. La ligne a été annoncée officiellement en novembre 2016, avec jusqu'à 12 stations , y compris les emplacements de station à Parramatta, au parc olympique de Sydney, à Five Dock et au CBD. En mars 2018, le gouvernement a annoncé qu'une station supplémentaire serait construite à Westmead, ainsi qu'une station reliée à l'une ou l'autre des stations existantes à Concord West ou North Strathfield. Le budget 2019-2020 de l'État de la Nouvelle-Galles du Sud a alloué un financement de 6,4 milliards de dollars sur quatre ans au projet, la construction devant être accélérée pour démarrer en 2020. Le gouvernement a annoncé et confirmé sept stations le long de la ligne. La ligne devrait être ouverte au public d'ici 2030. Le financement de stations du projet de la ligne serait en partie assurée par une contribution des propriétaires commerciaux bénéficiaires de la ligne. Les premiers appels d'offres sortent en 2020,,.

### Ligne Western Sydney Airport
En mars 2018, les gouvernements fédéral et des États ont signé le Western Sydney City Deal en annonçant le développement de la phase 1 de la liaison North-South dans le cadre de cet accord. La phase 1 de la ligne de l'aéroport de Western Sydney, dont les études ont été lancées en 2017, fonctionnera entre St Marys et Badgerys Creek Aerotropolis via l'aéroport. La construction de la ligne devrait commencer à la fin de 2020 et être achevée en 2026 à temps pour l'ouverture de l'aéroport. Dans le budget fédéral 2019-2020, le gouvernement fédéral a annoncé une contribution de 3,5 milliards de dollars pour la réalisation de la première étape de la liaison ferroviaire. Dans le budget de l'État de la Nouvelle-Galles du Sud 2019-2020, le gouvernement de l'État a annoncé un investissement de deux milliards de dollars pour la construction de la première étape pour les quatre prochaines années.
Les premiers appels d'offres pour le projet de liaison ferroviaire en métro automatique vers le nouvel aéroport international de Sydney sont lancés fin 2020.